# Gare de Menars
La gare de Menars est une gare ferroviaire française de la ligne de Paris-Austerlitz à Bordeaux-Saint-Jean, située sur le territoire de la commune de Menars, dans le département de Loir-et-Cher, en région Centre-Val de Loire.
C'est une halte ferroviaire de la Société nationale des chemins de fer français (SNCF), desservie par des trains TER Centre-Val de Loire circulant entre les gares de Blois - Chambord et d'Orléans.

## Situation ferroviaire
Établie à 98 mètres d'altitude, la gare de Menars est située au point kilométrique (PK) 170,471 de la ligne de Paris-Austerlitz à Bordeaux-Saint-Jean, entre les gares de Suèvres et de La Chaussée-Saint-Victor.

## Services des voyageurs

### Accueil
Halte SNCF, c'est un point d'arrêt non géré (PANG) à entrée libre.

### Desserte
Menars est desservie par des trains TER Centre-Val de Loire qui effectuent des missions omnibus entre les gares de Blois - Chambord et d'Orléans. L'offre proposée compte un train le matin Orléans – Blois et deux trains Blois – Orléans le soir en semaine, deux trains Blois – Orléans le samedi et aucun le dimanche.

### Intermodalité
Un parc pour les vélos et un parking pour les véhicules y sont aménagés.